# 1 000 kilomètres du Nürburgring 1983
Navigation
Édition précédente Édition suivante
Les 1 000 kilomètres du Nürburgring 1983 (officiellement appelé le  ADAC Bitburger 1000 km-Rennen ), disputées le 29 mai 1983 sur le Nürburgring, ont été la trentième édition de cette épreuve et la troisième manche du Championnat du monde des voitures de sport 1983 et du Championnat d'Europe des voitures de sport 1983.

## La course

### Classement de la course
Voici le classement officiel au terme de la course,,.
- Les premiers de chaque catégorie du championnat du monde sont signalés par un fond jaune.
- Pour la colonne Pneus, il faut passer le curseur au-dessus du modèle pour connaître le manufacturier de pneumatiques.
- Les voitures ne réussissant pas à parcourir 75% de la distance du gagnant sont non classées (NC).

| Pos  | Classe | no  | Écurie                         | Pilotes                                                           | Châssis                             | Pneus | Tours | Temps |
| Pos  | Classe | no  | Écurie                         | Pilotes                                                           | Moteur                              | Pneus | Tours | Temps |
| ---- | ------ | --- | ------------------------------ | ----------------------------------------------------------------- | ----------------------------------- | ----- | ----- | ----- |
| 1    | C      | 1   | Rothmans Porsche               | Jochen Mass Jacky Ickx                                            | Porsche 956                         | D     | 44    |       |
| 1    | C      | 1   | Rothmans Porsche               | Jochen Mass Jacky Ickx                                            | Porsche Type-935 2,6 l Flat-6 Turbo | D     | 44    |       |
| 2    | C      | 8   | Marlboro Joest Racing          | Bob Wollek Stefan Johansson                                       | Porsche 956                         | D     | 44    |       |
| 2    | C      | 8   | Marlboro Joest Racing          | Bob Wollek Stefan Johansson                                       | Porsche Type-935 2,6 l Flat-6 Turbo | D     | 44    |       |
| 3    | C      | 14  | GTi Engineering / Canon Racing | Keke Rosberg Jan Lammers Jonathan Palmer                          | Porsche 956                         | D     | 43    |       |
| 3    | C      | 14  | GTi Engineering / Canon Racing | Keke Rosberg Jan Lammers Jonathan Palmer                          | Porsche Type-935 2,6 l Flat-6 Turbo | D     | 43    |       |
| 4    | C      | 18  | Boss Obermaier Racing          | Axel Plankenhorn (de) Hans Heyer Jürgen Lässig                    | Porsche 956                         | D     | 42    |       |
| 4    | C      | 18  | Boss Obermaier Racing          | Axel Plankenhorn (de) Hans Heyer Jürgen Lässig                    | Porsche Type-935 2,6 l Flat-6 Turbo | D     | 42    |       |
| 5    | C      | 51  | Scuderia Sivama                | Oscar Larrauri Massimo Sigala                                     | Lancia LC1                          | D     | 40    |       |
| 5    | C      | 51  | Scuderia Sivama                | Oscar Larrauri Massimo Sigala                                     | Lancia 1,4 l I4 Turbo               | D     | 40    |       |
| 6    | C      | 11  | John Fitzpatrick Racing        | John Fitzpatrick David Hobbs                                      | Porsche 956                         | G     | 39    |       |
| 6    | C      | 11  | John Fitzpatrick Racing        | John Fitzpatrick David Hobbs                                      | Porsche Type-935 2,6 l Flat-6 Turbo | G     | 39    |       |
| 7    | B      | 106 | Edgar Dören                    | Edgar Dören Helmut Gall Jürgen Hamelmann (de)                     | Porsche 930                         | ?     | 37    |       |
| 7    | B      | 106 | Edgar Dören                    | Edgar Dören Helmut Gall Jürgen Hamelmann (de)                     | Porsche Type-930 3,3 l Flat-6 Turbo | ?     | 37    |       |
| 8    | B      | 113 | Autax Motor                    | Klaus Utz Claude Haldi                                            | Porsche 924 Carrera GTS             | ?     | 37    |       |
| 8    | B      | 113 | Autax Motor                    | Klaus Utz Claude Haldi                                            | Porsche 2,5 l I4 Turbo              | ?     | 37    |       |
| 9    | T      | 122 | Herbst Tuning                  | Franz-Josef Bröhling Axel Felder Jochen Felder                    | Ford Escort RS 2000                 | ?     | 36    |       |
| 9    | T      | 122 | Herbst Tuning                  | Franz-Josef Bröhling Axel Felder Jochen Felder                    | Ford 1,8 l I4 Atmo                  | ?     | 36    |       |
| 10   | B      | 110 | Georg Memminger (de)           | Georg Memminger (de) Heinz Kuhn-Weiss (de) Günter Steckkönig (de) | Porsche 930                         | D     | 36    |       |
| 10   | B      | 110 | Georg Memminger (de)           | Georg Memminger (de) Heinz Kuhn-Weiss (de) Günter Steckkönig (de) | Porsche Type-930 3,3 l Flat-6 Turbo | D     | 36    |       |
| 11   | C Jr   | 63  | Jolly Club                     | Carlo Facetti Martino Finotto                                     | Alba AR2 (de)                       | P     | 36    |       |
| 11   | C Jr   | 63  | Jolly Club                     | Carlo Facetti Martino Finotto                                     | Giannini Carma FF 1,9 l I4 Turbo    | P     | 36    |       |
| 12   | T      | 140 | Hopf                           | Altfrid Heger Hartmut Bauer                                       | Ford Escort RS                      | ?     | 35    |       |
| 12   | T      | 140 | Hopf                           | Altfrid Heger Hartmut Bauer                                       | Ford 2,0 l I4 Atmo                  | ?     | 35    |       |
| 13   | B      | 109 | Wuppertal Motor Club           | Wolf-Georg von Staerh Ulli Richter                                | Porsche 924 Carrera GTS             | ?     | 35    |       |
| 13   | B      | 109 | Wuppertal Motor Club           | Wolf-Georg von Staerh Ulli Richter                                | Porsche 2,5 l I4 Turbo              | ?     | 35    |       |
| 14   | T      | 129 | Andy Middendorf                | Andy Middendorf Erhard Hassel Werner Lehnhoff                     | Ford Escort RS                      | ?     | 35    |       |
| 14   | T      | 129 | Andy Middendorf                | Andy Middendorf Erhard Hassel Werner Lehnhoff                     | Ford 2,0 l I4 Atmo                  | ?     | 35    |       |
| 15   | T      | 124 | Langenfeld Motor Sport Club    | Joachim Scheefeldt Olaf Manthey Uwe Reich (de)                    | Ford Escort RS                      | ?     | 35    |       |
| 15   | T      | 124 | Langenfeld Motor Sport Club    | Joachim Scheefeldt Olaf Manthey Uwe Reich (de)                    | Ford 2,0 l I4 Atmo                  | ?     | 35    |       |
| 16   | B      | 111 | Probst & Mentel                | Helge Probst Norbert Haug Wolfgang Walter                         | Porsche 928S                        | ?     | 31    |       |
| 16   | B      | 111 | Probst & Mentel                | Helge Probst Norbert Haug Wolfgang Walter                         | Porsche 4,7 l V8 Atmo               | ?     | 31    |       |
| 17   | B      | 108 | Peter Reuter                   | Peter Reuter Franz-Richard Friebel Hermann-Peter Duge             | Porsche 930                         | ?     | 28    |       |
| 17   | B      | 108 | Peter Reuter                   | Peter Reuter Franz-Richard Friebel Hermann-Peter Duge             | Porsche Type-930 3,3 l Flat-6 Turbo | ?     | 28    |       |
| DSQ  | B      | 112 | Mich Tuning                    | Karl-Heinz Schäfer Karl-Heinz Gürthler                            | Opel Ascona 400                     | D     | 36    |       |
| DSQ  | B      | 112 | Mich Tuning                    | Karl-Heinz Schäfer Karl-Heinz Gürthler                            | Opel 2,4 l I4 Atmo                  | D     | 36    |       |
| Abd. | C      | 4   | Martini Lancia                 | Riccardo Patrese Michele Alboreto                                 | Lancia LC2                          | D     | 35    |       |
| Abd. | C      | 4   | Martini Lancia                 | Riccardo Patrese Michele Alboreto                                 | Ferrari 263C 2,6 l V8 Turbo         | D     | 35    |       |
| Abd. | C      | 6   | Scuderia Mirabella             | Giorgio Francia Piercarlo Ghinzani Paolo Barilla                  | Lancia LC2                          | M     | 29    |       |
| Abd. | C      | 6   | Scuderia Mirabella             | Giorgio Francia Piercarlo Ghinzani Paolo Barilla                  | Ferrari 263C 2,6 l V8 Turbo         | M     | 29    |       |
| Abd. | T      | 125 | Langenfield Motorsport Club    | Wilfred Eichen Walter Mertes Olaf Manthey                         | Ford Escort II                      | D     | 27    |       |
| Abd. | T      | 125 | Langenfield Motorsport Club    | Wilfred Eichen Walter Mertes Olaf Manthey                         | Ford 1,4 l I4 Atmo                  | D     | 27    |       |
| Abd. | C      | 2   | Rothmans Porsche               | Derek Bell Stefan Bellof                                          | Porsche 956                         | D     | 19    |       |
| Abd. | C      | 2   | Rothmans Porsche               | Derek Bell Stefan Bellof                                          | Porsche Type-935 2,6 l Flat-6 Turbo | D     | 19    |       |
| Abd. | C      | 35  | Brun Motorsport                | Hans-Joachim Stuck Walter Brun                                    | Sauber SHS C6                       | D     | 19    |       |
| Abd. | C      | 35  | Brun Motorsport                | Hans-Joachim Stuck Walter Brun                                    | BMW 3,2 l I6 Turbo                  | D     | 19    |       |
| Abd. | C      | 56  | Jürgen Kannacher               | Rolf Götz (de) Peter Kroeber                                      | URD C81                             | ?     | 19    |       |
| Abd. | C      | 56  | Jürgen Kannacher               | Rolf Götz (de) Peter Kroeber                                      | BMW M88/1 3,5 l I6 Atmo             | ?     | 19    |       |
| Abd. | T      | 127 | HWRT Auto Tuning               | Günther Braumüller Dieter Selzer Andreas Schall                   | Ford Escort RS                      | D     | 16    |       |
| Abd. | T      | 127 | HWRT Auto Tuning               | Günther Braumüller Dieter Selzer Andreas Schall                   | Ford 2,0 l I4 Atmo                  | D     | 16    |       |
| Abd. | B      | 101 | Brun Motorsport                | Harald Grohs Prince Leopold von Bayern                            | BMW M1                              | D     | 14    |       |
| Abd. | B      | 101 | Brun Motorsport                | Harald Grohs Prince Leopold von Bayern                            | BMW M88/1 3,5 l I6 Atmo             | D     | 14    |       |
| Abd. | B      | 103 | Jens Winther                   | Frank Jelinski Jens Winther Wolfgang Braun                        | BMW M1                              | D     | 12    |       |
| Abd. | B      | 103 | Jens Winther                   | Frank Jelinski Jens Winther Wolfgang Braun                        | BMW M88/1 3,5 l I6 Atmo             | D     | 12    |       |
| Abd. | T      | 131 | Krautol Faruben                | Martin Wagenstetter Kurt Hild                                     | BMW 320i                            | D     | 11    |       |
| Abd. | T      | 131 | Krautol Faruben                | Martin Wagenstetter Kurt Hild                                     | BMW M10 2,4 l I4 Atmo               | D     | 11    |       |
| Abd. | T      | 132 | Essen-Werdener Automobil Club  | Frederich Burgmann Harald ten Eicken                              | BMW 320i                            | M     | 11    |       |
| Abd. | T      | 132 | Essen-Werdener Automobil Club  | Frederich Burgmann Harald ten Eicken                              | BMW M10 2,4 l I4 Atmo               | M     | 11    |       |
| Abd. | T      | 139 | Mich Tuning                    | Volker Strycek (de) Fred Michael Gubbin                           | BMW 320i                            | G     | 8     |       |
| Abd. | T      | 139 | Mich Tuning                    | Volker Strycek (de) Fred Michael Gubbin                           | BMW M10 2,4 l I4 Atmo               | G     | 8     |       |
| Abd. | T      | 128 | HWRT Auto Tuning               | Wilhelm Kern Norbert Brenner Jörg van Ommen (en)                  | Ford Escort                         | G     | 6     |       |
| Abd. | T      | 128 | HWRT Auto Tuning               | Wilhelm Kern Norbert Brenner Jörg van Ommen (en)                  | Ford 1,2 l I4                       | G     | 6     |       |
| Abd. | T      | 123 | Herbst Tuning                  | Udo Schneider Franz-Josef Bröhling                                | Ford Escort                         | A     | 5     |       |
| Abd. | T      | 123 | Herbst Tuning                  | Udo Schneider Franz-Josef Bröhling                                | Ford 1,2 l I4                       | A     | 5     |       |
| Abd. | T      | 136 | Peter Langenbach               | Herbert Schmitz Peter Langenbach Bernd Denter                     | Audi 80 Coupe                       | ?     | 4     |       |
| Abd. | T      | 136 | Peter Langenbach               | Herbert Schmitz Peter Langenbach Bernd Denter                     | Audi 1,8 l I4                       | ?     | 4     |       |
| Abd. | T      | 134 | Mich Tuning                    | Wolfgang Holzem Rainer Müller                                     | Opel Ascona B                       | D     | 3     |       |
| Abd. | T      | 134 | Mich Tuning                    | Wolfgang Holzem Rainer Müller                                     | Opel 2,0 l I4                       | D     | 3     |       |
| Abd. | T      | 121 | Herbst Tuning                  | Axel Felder Udo Schneider Jochen Felder                           | Ford Escort                         | A     | 2     |       |
| Abd. | T      | 121 | Herbst Tuning                  | Axel Felder Udo Schneider Jochen Felder                           | Ford 1,2 l I4                       | A     | 2     |       |
| Np.  | B      | 105 | Racing Team Jürgensen GmbH     | Hans Christian Jürgensen Edgar Dören Vic Elford                   | BMW M1                              | M     |       |       |
| Np.  | B      | 105 | Racing Team Jürgensen GmbH     | Hans Christian Jürgensen Edgar Dören Vic Elford                   | BMW M88/1 3,5 l I6 Atmo             | M     |       |       |
| Np.  | T      | 130 | Langenfeld Motor Sport Club    | Bernd Bonn Uwe Reich (de) Erwin Derichs                           | Renault 5 Turbo                     | M     |       |       |
| Np.  | T      | 130 | Langenfeld Motor Sport Club    | Bernd Bonn Uwe Reich (de) Erwin Derichs                           | Renault 1,4 l C-Type I4 Turbo       | M     |       |       |
| Np.  | T      | 135 | Volker Imhof                   | Volker Imhof Wilfried Gollombeck Günter Filthaut                  | Opel Kadett                         | G     |       |       |
| Np.  | T      | 135 | Volker Imhof                   | Volker Imhof Wilfried Gollombeck Günter Filthaut                  | Opel 1,8 l I4                       | G     |       |       |

## Pole position et record du tour
- Pole position :  Stefan Bellof (#2 Rothmans Porsche) en 6 min 11 s 130
- Meilleur tour en course :  Stefan Bellof (#2 Rothmans Porsche) en 6 min 25 s 910

## À noter
- Longueur du circuit : 20,832 km
- Distance parcourue par les vainqueurs : 922,272 km